# Boustroff
Boustroff település Franciaországban, Moselle megyében. Lakosainak száma 152 fő (2022. január 1.). Boustroff Adelange, Eincheville, Vahl-lès-Faulquemont és Viller községekkel határos.

## Népesség
A település népességének változása:
| Lakosok száma | 102  | 113  | 125  | 141  | 154  | 150  | 149  | 150  | 151  | 152  |
|               | 1968 | 1982 | 1990 | 2006 | 2013 | 2015 | 2017 | 2019 | 2020 | 2022 |